# Långön (vid Rösund, Raseborg)
Långön är en ö i Finland. Den ligger i Finska viken och i kommunen Raseborg i den ekonomiska regionen  Raseborg i landskapet Nyland, i den södra delen av landet. Ön ligger omkring 72 kilometer väster om Helsingfors.
Öns area är 1,18 kvadratkilometer och dess största längd är 2,4 kilometer i sydväst-nordöstlig riktning.